# Laura Rus
Laura Roxana Rus (Bocșa, 1 de octubre de 1987) es una futbolista rumana que juega como delantera en el RSC Anderlecht, de la Super Liga Femenina de Bélgica. Actualmente integra también la selección nacional de su país. 

## Biografía
Rus nació en Bocșa y asistió a la Universidad de Reșița, donde jugó para el equipo de balonmano de la universidad. Comenzó su carrera futbolística jugando para Pandurii Târgu Jiu. Durante este tiempo, comenzó a jugar para la selección rumana en 2005.
En 2007 se trasladó al extranjero, alternando temporadas en el Sporting Club de Huelva, de la Superliga española. Tres años después se marchó al Apollon Ladies Football Club de Chipre para jugar la Liga de Campeones. Con Apollon jugó por primera vez la UEFA Champions League en la temporada 2010-11. Volvió a Huelva para jugar la temporada 2010-11 antes de fichar definitivamente por el Apollon, donde fue la máxima goleadora en la Liga de Campeones de la UEFA 2012-2013. En 2011, fue a prueba con el club inglés FA WSL Everton Ladies, pero finalmente continuó en Apollon por dos temporadas más. En 2013 fichó por el Fortuna Hjørring danés, y en 2014 por el Suwon FMC surcoreano.
En 2017 regresó a España y Chipre por terceras temporadas con Sporting y Apollon. A finales de 2017 se anunció que se mudaría a Italia y jugaría en el Sassuolo. Después del final de la temporada 2017-2018, firmó con Hellas Verona, anotando en su primer partido amistoso. A finales de julio de 2019, Laura fichó por el RSC Anderlecht, donde jugará la temporada 2019-20.